# جورج بلاي
جورج بلاي (بالإنجليزية: George Blay)‏ هو لاعب كرة قدم بلجيكي وغاني، ولد في 7 أغسطس 1980 في ألمينا (غانا) في غانا. شارك مع منتخب غانا تحت 20 سنة لكرة القدم ومنتخب غانا لكرة القدم. أما مع النوادي، فقد لعب مع أونيريا أورزيتشيني ودينامو بوخارست ورويال أنتويرب وستاندارد لييج وكيه في ميخيلين ونادي لوفيرواز.

## وصلات خارجية
- جورج بلاي على موقع الاتحاد الدولي (مؤرشف)  (الإنجليزية)
- جورج بلاي على موقع قاعدة بيانات كرة القدم.إي يو (الإنجليزية)
- جورج بلاي على موقع ناشيونال فوتبول تيمز (الإنجليزية)
- جورج بلاي على موقع Soccerway.com (الإنجليزية)
- جورج بلاي على موقع عالم كرة القدم.نت (الإنجليزية)